# Liste von Persönlichkeiten der Stadt Bad Blankenburg

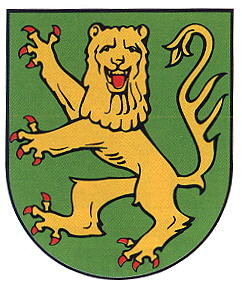
Wappen der Stadt Bad Blankenburg

Die Liste von Persönlichkeiten der Stadt Bad Blankenburg enthält Personen, die in der Geschichte der Stadt Bad Blankenburg eine nachhaltige Rolle gespielt haben. Es handelt sich dabei um Persönlichkeiten, denen die Ehrenbürgerschaft verliehen wurde, die hier geboren sind oder in der Stadt gewirkt haben.
Für die Persönlichkeiten aus den nach Bad Blankenburg eingemeindeten Ortschaften siehe auch die entsprechenden Ortsartikel.

## Ehrenbürger
- Friedrich Fröbel (1782–1852), Pädagoge, Erfinder des Kindergartens
- Carl Friedrich Bernhardt (1822–1896), Rentier, geboren in Goßwitz bei Ranis, als vermögender Berliner oft Kur- und Urlaubsgast in Blankenburg
- Carl Fischer (1824–1912), Posthalter
- Hermann Bähring (1845–1914), Bürgermeister, Landtagsabgeordneter in Schwarzburg-Rudolstadt
- Paul von Hindenburg (1847–1934), Generalfeldmarschall[1]
- Otto Schmiedeknecht (1847–1936), Entomologe, spezialisiert auf Hautflügler (Hymenoptera), besonders Schlupfwespen
- Carl Franke (1865–1929), Arzt, Begründer der Sanitätskolonne
- Helmut Steuer (1911–2005), Arzt, Entomologe, erforschte besonders die Schmetterlingsfauna

## Söhne und Töchter der Stadt
- Wilhelm Heerwagen (1826–1875), Orgelbauer
- Paul Sommer (1860–1934), Abgeordneter des Landtags Schwarzburg-Rudolstadt
- Toni Schwabe (1877–1951), Schriftstellerin und Publizistin
- Georg Sattler (1879–1975), Jurist, Verwaltungsbeamter und Politiker (DNVP)
- Josef Firmans (1884–1957), Filmregisseur, Schauspieler, Oberspielleiter und Intendant
- Marianne Lindner (1922–2016), Schauspielerin
- Gisela Weimann (* 1943), Künstlerin
- Ulla Fröhling (* 1945), Autorin und Journalistin
- Andreas Schwabe (* 1958), Handballspieler und -trainer

## Persönlichkeiten mit Bezug zum Ort

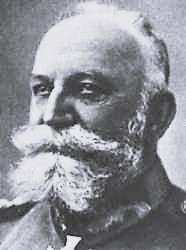
Günther Graf von Kirchbach

- Georg Friedrich Danz (1733–1813), Schneidermeister, königlich-preußischer Bergrat und Bergkommissar
- Florenz Friedrich Sigismund (1791–1877), Jurist und Dichter, Autor des Gedichts Mein Vater war ein Wandersmann
- Berthold Sigismund (1819–1864), Bürgermeister von Blankenburg, Arzt, Pädagoge, Schriftsteller, Dichter und Politiker, Sohn von Florenz Friedrich Sigismund
- Carl Vollrath (1822–1911), Schlauchweber und Unternehmer
- Eleonore Heerwart (1835–1911), Pädagogin, lebte zeitweise in Blankenburg
- Anna Thekla von Weling (1837–1900), Schriftstellerin, Übersetzerin und Gründerin der Blankenburger Allianzkonferenz
- Günther Graf von Kirchbach (1850–1925), preußischer Offizier, zuletzt Generaloberst im Ersten Weltkrieg sowie Oberbefehlshaber der Heeresgruppe „Kiew“, setzte sich hier zur Ruhe.
- Karl Doflein (1852–1944), Architekt des Historismus. Er trat besonders auf dem Gebiet des evangelischen Kirchenbaus hervor und starb in Bad Blankenburg.
- Dietrich Eckart (1868–1923), Publizist und Verleger, lebte hier von 1913 bis 1915 mit seiner aus Blankenburg stammenden Frau
- Ernst Modersohn (1870–1948), evangelischer Theologe, lebte ab 1906 in Bad Blankenburg
- Paul Wiedeburg (1872–1935), Mediziner, Sanitätsrat, gründete 1901 das Thüringer Waldsanatorium „Schwarzeck“, das er bis 1935 leitete
- Hans Berger (1873–1941), Neurologe und Psychiater, Entwickler der Elektroenzephalographie (EEG), leitete kurz vor seinem Tod das Sanatorium Warda
- Gustav Töpfer (1881–1968), Kaufmann, Ehrenbürger des Ortsteiles Böhlscheiben
- Johannes Prüfer (1882–1947), Fröbelforscher, lebte ab 1933 in Bad Blankenburg
- Marc Chagall (1887–1985), russisch-französischer Kunstmaler, 1922/23 Aufenthalt im Sanatorium Schwarzeck, malte dort die sog. Steinerne Schwarzabrücke
- Erwin Kaldarasch (* 1940), Handballer, besuchte die Kinder- und Jugendsportschule in Bad Blankenburg
- Klaus Beer (1942–2023), Leichtathlet, besuchte die Geschwister-Scholl-Schule in Bad Blankenburg
- Joachim Kirst *(1947), Zehnkämpfer, besuchte die Kinder- und Jugendsportschule in Bad Blankenburg
- Hannelore Friedel (* 1948), Leichtathletin, DDR-Meisterin im Kugelstoßen 1970, besuchte die Geschwister-Scholl-Schule und die Kinder- und Jugendsportschule in Bad Blankenburg
- Wolfgang Thüne (* 1949), Turner, besuchte die Kinder- und Jugendsportschule in Bad Blankenburg
- Renate Stecher (* 1950), Leichtathletin, besuchte die Kinder- und Jugendsportschule in Bad Blankenburg
- Bärbel Struppert (* 1950), Leichtathletin, besuchte die Kinder- und Jugendsportschule in Bad Blankenburg
- Bernd Jäger (* 1951), Turner, besuchte die Kinder- und Jugendsportschule in Bad Blankenburg
- Rolf Beilschmidt (* 1953), Leichtathlet, besuchte die Kinder- und Jugendsportschule in Bad Blankenburg
- Ingrid Brestrich (* 1957), Leichtathletin, besuchte die Kinder- und Jugendsportschule in Bad Blankenburg
- Marlies Göhr (* 1958), Leichtathletin, besuchte die Kinder- und Jugendsportschule in Bad Blankenburg
- Petra Felke (* 1959), Leichtathletin, besuchte die Kinder- und Jugendsportschule in Bad Blankenburg
- Heike Drechsler (* 1964), Leichtathletin, besuchte die Kinder- und Jugendsportschule in Bad Blankenburg